# لهستان در المپیک تابستانی ۱۹۲۸

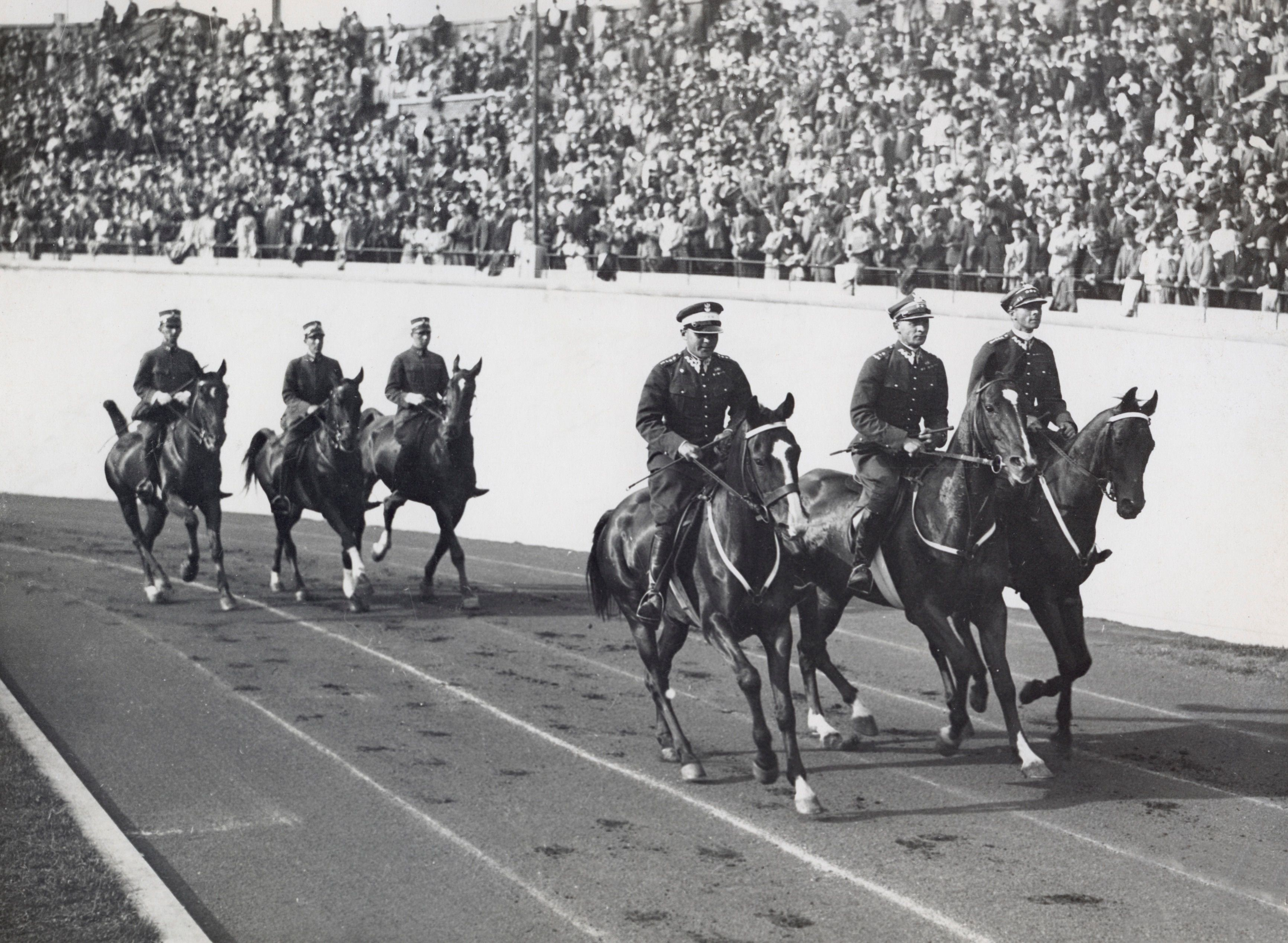
ورزش، بازی های المپیک آمستردام، هلند، ۱۹۲۸: ورزش سوارکاری، تیم های ملی نظامی. دور افتخار سوارکاران تیم لهستان (مقام سوم) و نروژ (مقام دوم).

لهستان در بازی‌های المپیک تابستانی ۱۹۲۸ که در شهر آمستردام هلند برگزار شد، کاروان لهستان با ۹۳ ورزشکار در این رقابت‌ها شرکت کرد و موفق به کسب ۵ مدال (۱ طلا، ۱ نقره، ۳ برنز) شد. در جدول رتبه‌بندی توزیع مدال‌ها، لهستان در ردهٔ ۲۱ مسابقات قرار گرفت.